# Ферри, Антонио Мария
Антонио Мария Ферри (итал. Antonio Maria Ferri; 31 марта 1651, Флоренция — 24 января 1716, Флоренция) — итальянский архитектор тосканской школы.

## Биография
Антонио Мария Ферри учился архитектуре, работая помощником у известных флорентийских архитекторов, таких как Фердинандо Такка, Пьер Франческо Сильвани и Джулио Черутти. Его индивидуальный архитектурный стиль родился соединением традиции флорентийского маньеризма, барочно-экспрессивного стиля Франческо Борромини и строгого «барочного классицизма» Карло и Франческо Фонтаны.
В Тоскане Ферри начинал с проектирования надгробных монументов, затем работал в Риме, но именно во Флоренции создал свои самые важные работы в должности придворного архитектора великого герцога Козимо III Медичи. Так, например, Ферри разработал проект театра на вилле Медичи в Пратолино.
В конце XVII века Антонио Мария Ферри создал монументальные лестницы в некоторых флорентийских зданиях, расположенных в важных городских центрах города: Палаццо Драгоманни, Палаццо Корсини аль Парионе, Палаццо Панчатики, Палаццо де Визаччи (Борго Альбици, 18) и на вилле Ферони в Беллависте. Архитектор также объединил два флорентийских дворца, один из которых принадлежал семье Орландини, а другой — семье Гонди, и позже назвал его Палаццо Орландини дель Беккуто (улица де Пекори). Эти работы также вписываются в строительную тенденцию, которая была очевидна во Флоренции между шестнадцатым и семнадцатым веками.
Ферри проводил реставрационные работы на вилле Медичи в Лаппеджи, работы в Палаццо делла Герардеска, в монастыре Мадонна делла Паче в Монтеспертоли, работы в Фортецца-да-Бассо во Флоренции, работы по расширению святилища Мадонны и францисканского монастыря в местности Сан Романо в Гарфаньяне (Лукка), в Сан-Миниато-аль-Тедеско (провинция Пиза) и многое другое.
Антонио Мария Ферри написал трактат под названием «Практики перспективы, фортификации и артиллерии, составленные для Академии благородных, созданной и защищённой во Флоренции светлейшим принцем Фердинандом Тосканским, чтецом которого был Антонио Ферри в Академии гражданской и военной архитектуры» (Pratiche di prospettiva, fortificazione, e d’artiglieria fatte per l’Accademia de Nobili eretta e protetta in Firenze dal Ser.mo Princ.pe Ferdinando di Toscana d’Antonio Ferri lettore in essa Accademia d’architettura civile e militare).
Архитектор скончался в родной Флоренции и был похоронен в базилике Санта-Мария-дель-Кармине.

## Галерея

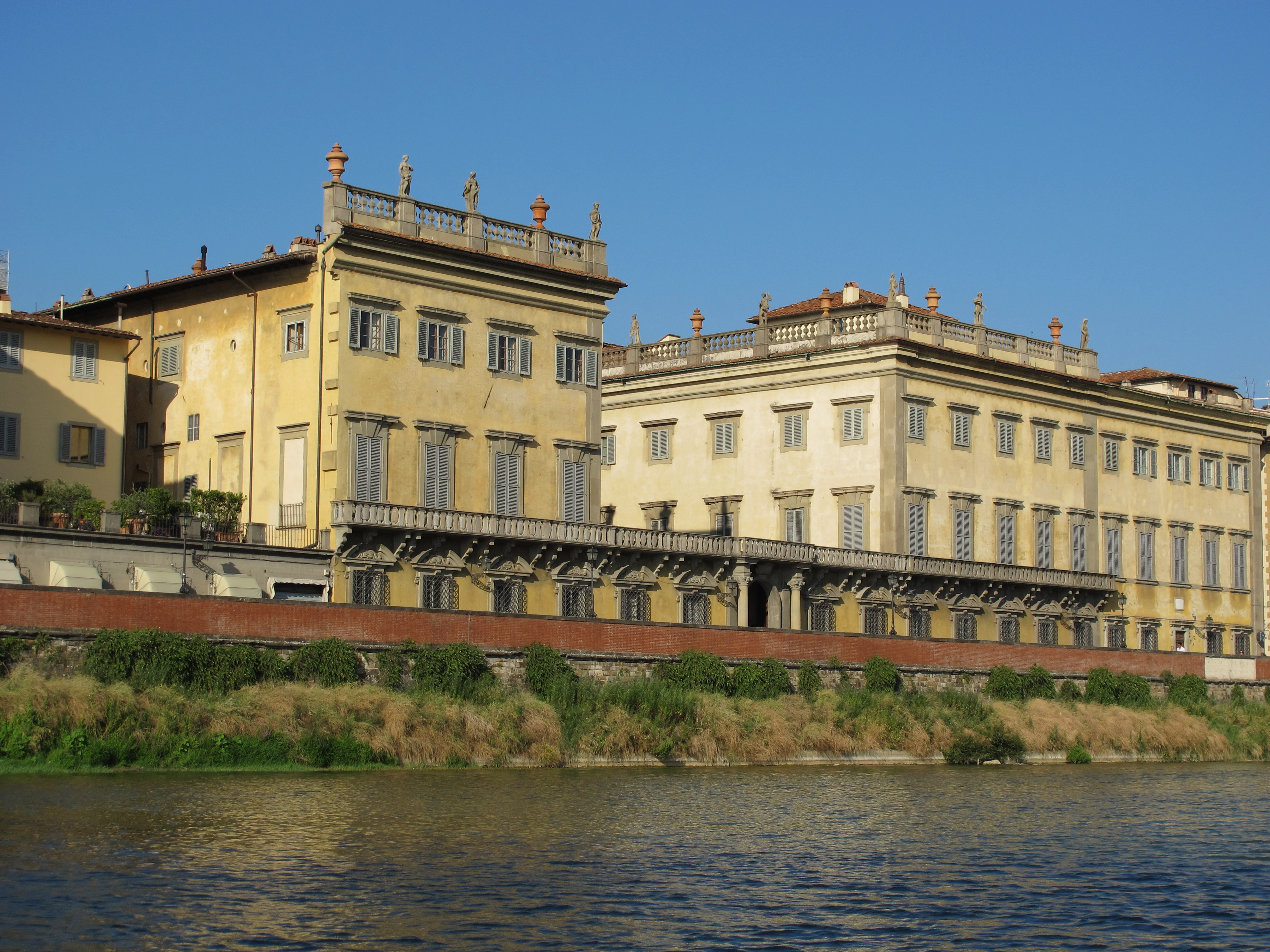
Палаццо Корсини аль Парионе. Флоренция
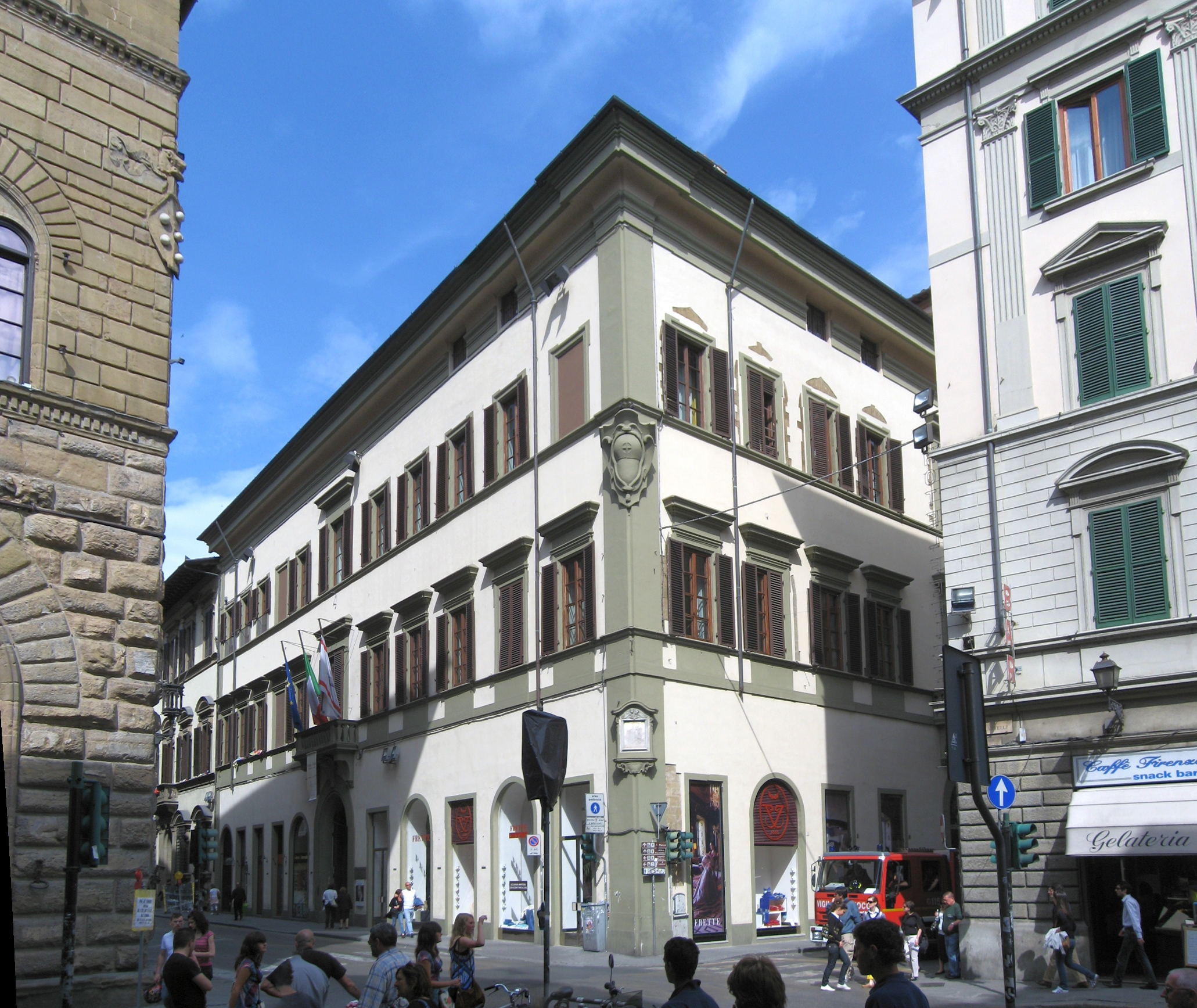
Палаццо Панчатики. Флоренция
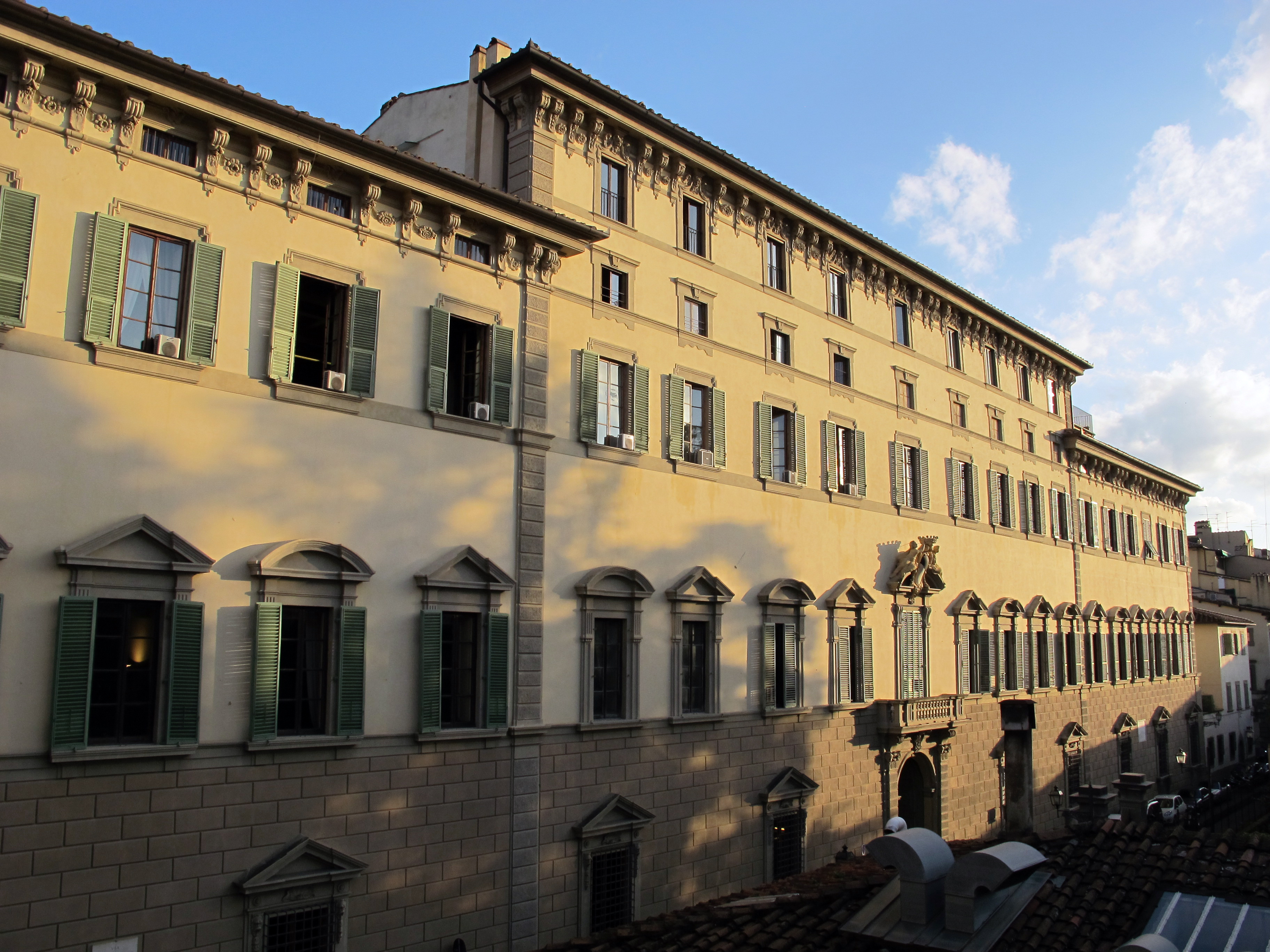
Палаццо Джино Каппони. Флоренция
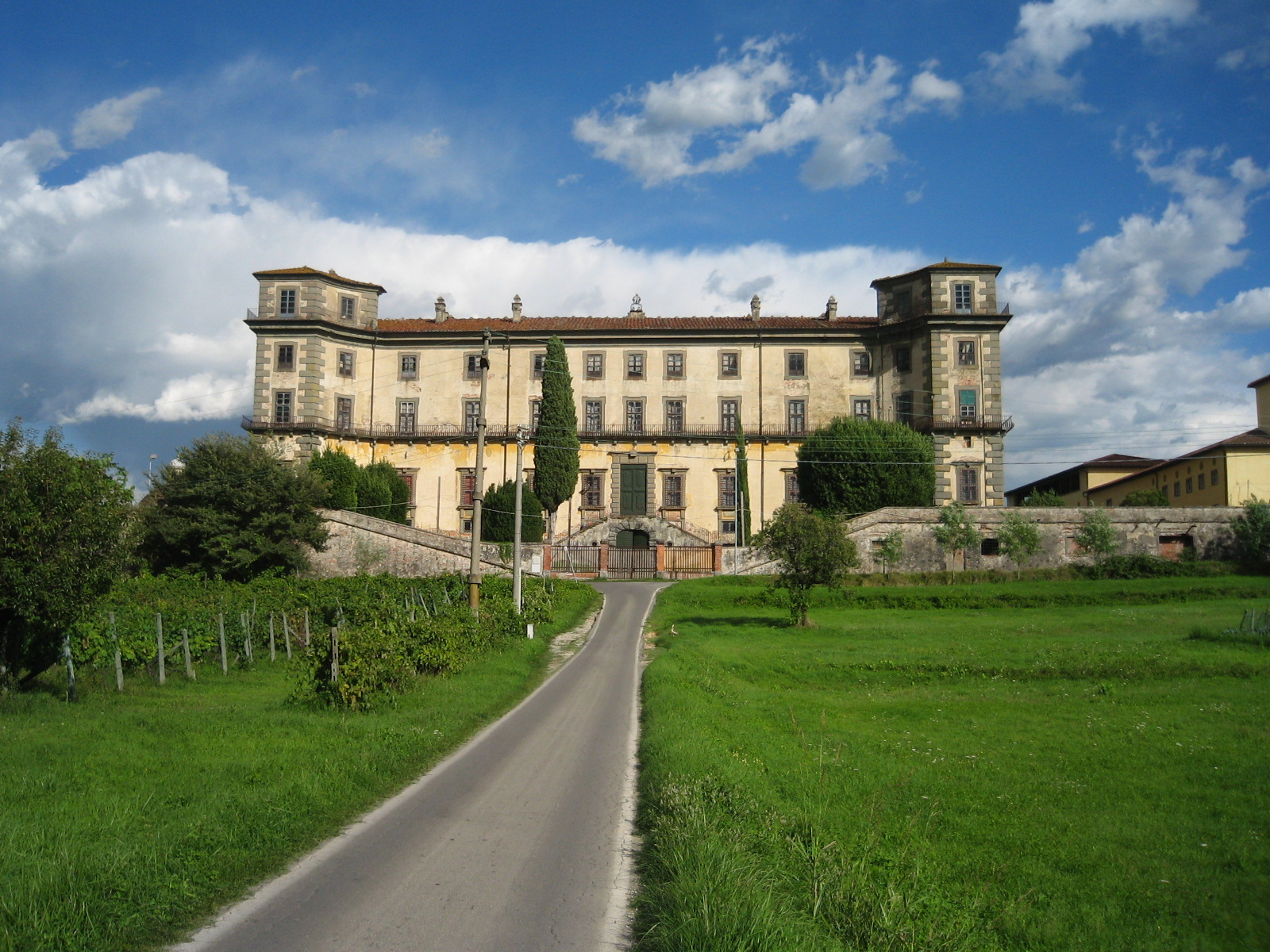
Вилла Беллависта. Пистоя
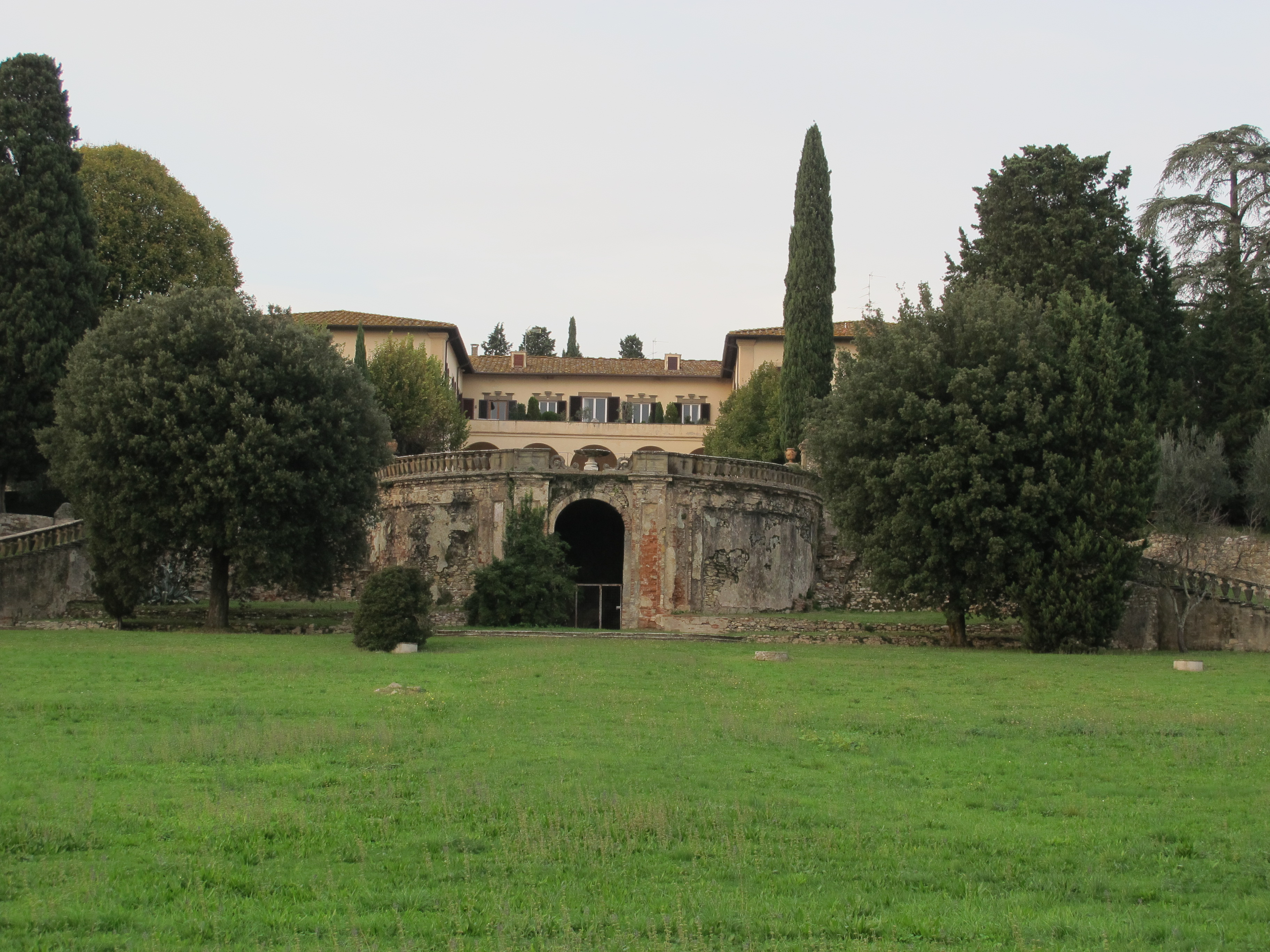
Вилла Лаппеджи. Баньо-а-Риполи